# Haircut No. 3
Haircut No. 3 è un cortometraggio sperimentale del 1963 scritto e diretto da Andy Warhol.

## Trama
Billy Name esegue un taglio di capelli a Johnny Dodd.

## Produzione
Come gran parte dei film sperimentali di Warhol, anche questo venne realizzato alla celebre Factory, situata all'epoca al 231 della East 47th Street, a Manhattan, New York. Si presume sia andato perduto.